# Liste der Ableger von Pop Idol
In dieser Liste werden die zahlreichen ausländischen Ableger der britischen Castingshow Pop Idol, deren Erfolgskonzept 2001 von Simon Fuller erdacht und weltweit lizenziert wurde, dargestellt.

## Liste
| Land | Originaltitel                    | Ausstrahlende Rundfunkanstalten                 | Produktionsjahre     | Bemerkungen |              |
| --- | -------------------------------- | ----------------------------------------------- | -------------------- | --- | ------------ |
| Argentinien Aruba Barbados Belize Bolivien Bonaire Brasilien Chile Costa Rica Curaçao Dominikanische Republik Ecuador El Salvador Guatemala Honduras Kolumbien Mexiko Nicaragua Panama Paraguay Peru St. Lucia Trinidad und Tobago Uruguay Venezuela | Latin American Idol              | Sony Entertainment Television für Lateinamerika | 2006–2009            | – | [ 1 ]        |
| Armenien | Հայ Սուպերսթար                   | Shant TV                                        | seit 2006            | – |              |
| Australien | Australian Idol                  | Channel 10                                      | 2003–2009; seit 2013 | - | [ 1 ]        |
| Belgien | Idool                            | VTM                                             | 2003–2011            | nicht mehr im Programm |              |
| Brasilien | Ídolos                           | SBT (2006–2007); Rede Record (seit 2007)        | seit 2006            | gleichnamige Show auch in Portugal                                                                                         | [ 1 ]        |
| Bulgarien | Music Idol                       | bTV                                             | 2007–2009            | nicht mehr im Programm | [ 2 ]        |
| Dänemark | Idols: Ærlig Jagt. Ægte Talent.  | TV 3 (Dänemark)                                 | seit 2003            | – | [ 3 ] [ 4 ]  |
| Deutschland Österreich Schweiz | Deutschland sucht den Superstar  | RTL                                             | seit 2002            | mit Extrasendung Deutschland sucht den Superstar – Das Magazin                                                             | [ 7 ] [ 8 ]  |
| Estland | Eesti otsib superstaari          | TV 3 (Estland)                                  | seit 2007            | – | [ 9 ]        |
| Finnland | Idols                            | MTV3                                            | seit 2003            | mit Extrasendung Idol Studio (bis 2005 Idol Extra)                                                                         |              |
| Frankreich | Nouvelle Star                    | M6                                              | 2003–2017            | erste Staffel unter dem Namen A la recherche de la Nouvelle Star, nicht mehr im Programm                                   | [ 3 ] [ 1 ]  |
| Georgien | ჯეოსტარი                         | Rustawi 2                                       | 2006–2010            | nicht mehr im Programm | [ 2 ]        |
| Griechenland Zypern | Greek Idol                       | Alpha TV                                        | 2010–2011            | erste Variante unter dem Namen Super Idol (2004)                                                                           | [ 10 ]       |
| Indien | Indian Idol                      | Sony Entertainment Television für Indien        | seit 2004            | – |              |
| Indonesien | Indonesian Idol                  | RCTI                                            | 2004–2010            | nicht mehr im Programm |              |
| Island | Idol stjörnuleit                 | Stöð 2                                          | 2003–2009            | nicht mehr im Programm |              |
| Kanada | Canadian Idol                    | CTV                                             | 2003                 | seit 2008 nicht mehr im Programm, jedoch nur inoffiziell abgesetzt                                                         | [ 1 ]        |
| Kasachstan | SuperStar KZ                     | Первый канал Евразия                            | 2003–2007            | nicht mehr im Programm | [ 11 ]       |
| Kroatien | Hrvatski Idol                    | Nova TV                                         | 2004–2005            | nicht mehr im Programm |              |
| Kroatien | Hrvatska traži zvijezdu          | RTL Televizija                                  | seit 2009            | – | [ 2 ] [ 12 ] |
| Malaysia | Malaysian Idol                   | 8TV TV3                                         | 2004–2005            | nicht mehr im Programm |              |
| Niederlande | Idols                            | RTL 4                                           | 2002–2008            | nicht mehr im Programm |              |
| Norwegen | Idol: Jakten på en superstjerne  | TV 2                                            | 2003–2007, 2011      | nicht mehr im Programm |              |
| Philippinen | Philippine Idol                  | ABC-5                                           | 2006                 | nicht mehr im Programm | [ 10 ]       |
| Philippinen | Pinoy Idol                       | GMA                                             | 2008                 | nicht mehr im Programm |              |
| Polen | Idol                             | Polsat                                          | 2002–2005            | nicht mehr im Programm |              |
| Portugal | Ídolos                           | SIC                                             | 2003–2005; seit 2009 | gleichnamige Show auch in Brasilien                                                                                        | [ 1 ]        |
| Puerto Rico | Idol Puerto Rico                 | WAPA-TV                                         | seit 2011            | – | [ 13 ]       |
| Russland | Народный Артист                  | Россия-1                                        | 2003–2006            | – | [ 10 ]       |
| Schweden | Idol                             | TV4                                             | seit 2004            | – |              |
| Serbien und Montenegro Mazedonien | Idol SCG                         | БК телевизија (2003–2004); RTV P&G (2004–2005)  | 2003–2005            | nicht mehr im Programm |              |
| Singapur | Singapore Idol                   | MediaCorp TV                                    | seit 2004            | – |              |
| Slowakei | Slovensko hľadá SuperStar        | TV Markíza                                      | 2004–2007            | 2009 fortgesetzt als Česko Slovenská Superstar, seit diesem Zeitpunkt mit Tschechien zusammen                              |              |
| Slowakei Tschechien | Česko Slovenská SuperStar        | TV Markíza (Slowakei); TV Nova (Tschechien)     | seit 2009            | in der Slowakei 2004–2007 bereits als Slovensko hľadá SuperStar; in Tschechien bereits 2004–2006 als Česko hledá SuperStar | [ 1 ]        |
| Südafrika | Idols                            | M-Net (englisch); kykNET (Afrikaans)            | seit 2002            | zweisprachig auf zwei Sendern                                                                                              |              |
| Tschechien | Česko hledá SuperStar            | TV Nova                                         | 2004–2006            | 2009 fortgesetzt als Česko Slovenská Superstar, seit diesem Zeitpunkt mit der Slowakei zusammen                            |              |
| Türkei | Turkstar                         | Kanal D                                         | 2004                 | nicht mehr im Programm | [ 10 ]       |
| USA | American Idol                    | FOX (2002–2016) ABC (seit 2018)                 | 2002–2016; seit 2018 | – |              |
| Vereinigtes Königreich | Pop Idol                         | ITV                                             | 2001–2003            | Ursprungsversion aller anderen Ableger; nicht mehr im Programm                                                             |              |
| Vietnam | Thần tượng âm nhạc: Vietnam Idol | VTV6                                            | seit 2007            | – | [ 1 ]        |
| Westafrika | Idols West Africa                | M-Net                                           | seit 2007            | Sitz in Nigeria |              |
| Ägypten Irak Libanon Libyen Marokko Palästina Saudi-Arabien Syrien Tunesien | سوبر ستار                        | Future TV (Libanon)                             | 2003–2008            | nicht mehr im Programm Fortsetzung unter dem Namen Arab Idol (seit 2012)                                                   | [ 1 ]        |

## Länderübergreifende Wettbewerbe
Es fanden bisher vereinzelt und jeweils einmalige Wettbewerbe nach dem Prinzip des Eurovision Song Contest statt, bei denen die Sieger der nationalen Tochtersendungen jeweils ein Lied interpretierten, die in der untenstehenden Tabelle aufgelistet sind.
| Teilnehmende Länder | Titel der Show | Jahr/Ort      | Gewinner                 |        |
| --- | -------------- | ------------- | ------------------------ | ------ |
| Länder der arabischen Ausgabe ( Ägypten, Irak, Libanon, Libyen, Marokko, Palästina, Saudi-Arabien, Syrien) Australien Belgien Deutschland Kanada Niederlande Norwegen Polen Südafrika Tunesien Vereinigtes Königreich USA | World Idol     | 2003, London  | Kurt Nilsen für Norwegen | [ 14 ] |
| Indien Indonesien Malaysia Philippinen Singapur Vietnam | Asian Idol     | 2007, Jakarta | Hady Mirza für Singapur  |        |